# Любомир Михайлович
Любомир Михайлович (на сръбски: Љубомир Михајловић, Михаиловић или Ljubomir Mihajlović, Mihailović) e сръбски и югославски дипломат и политик, деец на сръбската пропаганда в Македония.

## Биография
Завършва средно образование и Юридическия факултет в Белград и след това учи право в Париж.
През 1899 година постъпва на дипломатическа служба, на която остава до 1918 г. Работи като чиновник при посолството в Цариград. От 1906 година работи в сръбското консулство в Скопие първо като вицеконсул, а после като консул. По време на престоя му в Скопие се сблъскват основните течения на сръбската пропаганда в Македония – митрополитското и консулското. Митрополитското е начело с Викентий Скопски, който настоява напълно да изземе от сръбските дипломати ръководството на революционното и учебното дело в Македония. Михайлович е нерешителен консул и но настояване на дейците от консулското течение е преместен като сръбски консул в Битоля.
В 1912 година, когато в Битоля влизат сръбски войски по време на Балканската война, е изпратен за посланик в Рим, където остава до края на 1914 година. По време на Първата световна война от 1915 до 1916 г. е посланик в Черна гора, а от 1917 до 1918 година е посланик в САЩ.
Избран е за депутат през 1925 година.
- Писмо от Богдан Раденкович до консула в Битоля Михайлович, в което съобщава за смъртта на Васил Аджаларски, 11 ноември 1909 г.
- Писмо от Михайлович като консул в Битоля за изпращането на две военни части за потушаване на албанските вълнения в Дебър, 6 март 1910 г.
- Писмо от Михайлович като консул в Битоля за изпращането на наборници християни от Прилеп в Цариград, 6 март 1910 г.
- Писмо на Михайлович като консул в Битоля, че във вилаетите има тенденция на изкупуване на чифлишка земя, особено от емигрантите в Америка от 1903 г., 15 март 1910 г.
- Писмо на Михайлович като консул в Битоля за явяването на много доброволци за Крит, 21 май 1910 г.